# Leatherface : Massacre à la tronçonneuse 3
Pour les articles homonymes, voir Massacre à la tronçonneuse.
Série Massacre à la tronçonneuse
Massacre à la tronçonneuse 2
(1986) Massacre à la tronçonneuse : La Nouvelle Génération
(1995)
Pour plus de détails, voir Fiche technique et Distribution.
Leatherface : Massacre à la tronçonneuse 3 (Leatherface: The Texas Chainsaw Massacre 3) est un film américain réalisé par Jeff Burr et sorti en 1990. Il fait suite à Massacre à la tronçonneuse (1974) et Massacre à la tronçonneuse 2 (1986), tous deux réalisés par Tobe Hooper. Il est suivi de Massacre à la tronçonneuse : La Nouvelle Génération (Texas Chainsaw Massacre: The Next Generation) de Kim Henkel.

## Synopsis
Michelle et Ryan, deux étudiants traversant les États-Unis en voiture, s'égarent sur une petite route du Texas. Alors que la nuit tombe, ils se retrouvent perdus au milieu de nulle part et bientôt pourchassés par une famille de déments aux instincts meurtriers et cannibales.

## Fiche technique
- Titre français et québécois : Leatherface : Massacre à la tronçonneuse 3
- Titre original : Leatherface: The Texas Chainsaw Massacre 3
- Réalisation : Jeff Burr
- Scénario : David J. Schow
- Musique : Jim Manzie et Pat Regan
- Producteur : Robert Engelman
- Société de distribution : New Line Cinema (États-Unis), Sidéral Films (France)
- Format : Couleurs
- Genre : horreur, slasher
- Durée : 82 minutes
- Dates de sortie :
  - États-Unis : 12 janvier 1990
  - France : 26 juin 1991
- Interdit aux moins de 12 ans lors de sa sortie en France

## Distribution
- Kate Hodge (VF : Emmanuelle Bondeville) : Michelle
- Viggo Mortensen (VF : Gérard Berner) : Edward "Tex" Sawyer
- Ken Foree (VF : Thierry Desroses) : Benny
- William Butler : Ryan
- Toni Hudson : Sara
- Joe Unger : Tinker "Tink" Sawyer
- R. A. Mihailoff : Leatherface "Junior" Sawyer
- Kane Hodder : Leatherface (cascades)
- Tom Everett : Alfredo Sawyer
- Jennifer Banko : Babi Sawyer
- Beth DePatie : Gina
- Duane Whitaker : Kim
- Miriam Byrd-Nethery : Anne Sawyer
- Caroline Williams : la femme au cimetière (caméo)

## Autour du film
- Le film est sorti sous le titre Leatherface - Massacre à la tronçonneuse III avant d'être renommé plus tard en Massacre à la tronçonneuse 3. Aujourd'hui, le film est encore appelé parfois simplement Leatherface.
- C'est le seul Massacre à la tronçonneuse à ne pas avoir été tourné au Texas.
- Le script original contenait beaucoup plus de scènes gores et violentes, non-tournées pour éviter la censure.
- Tobe Hooper devait initialement réaliser le film, comme il l'a fait pour les deux premiers, mais l'a cédé pour son film Spontaneous Combustion. Les studios choisirent alors Peter Jackson, avant de confier le film à Jeff Burr.
- Gunnar Hansen, Leatherface dans le premier volet, s'est vu à nouveau proposer de reprendre son rôle. L'acteur a demandé à être payé un salaire de 3500 $, ce que la production a refusé.
- Le film durait 1h18 en salles mais une version longue d'1h22 est disponible depuis le 14 octobre 2004 dans l'édition DVD version intégrale, ainsi qu'une fin alternative de dix minutes.
- Il se déroule suivant sa propre histoire, bien que quelques références aux précédents films soient faites. Les réalisateurs tentèrent de rendre la série plus noire et grinçante comme l'original, mais les interventions de la MPAA changèrent leur vision, les forcèrent à le radoucir et changèrent la fin. Une version longue est sortie en 2003. Leatherface a une fille dans ce film, probablement issue d'un viol. Un comics en 4 tomes, intitulé Leatherface basé sur le film fut aussi créé ; fait intéressant : des passages du comics sont narrés et montrés du point de vue de Leatherface.
- Il est dit que Sally Hardesty est morte en 1977 dans un hôpital, or celle-ci réapparaîtra dans le prochain film toujours vivante.
- R.A. Mihailoff joue Leatherface après Gunnar Hansen et Bill Johnson.
- Kane Hodder est la doublure de Leatherface.

## Pistes sonores
1. Leatherface de Lääz Rockit (4:10)
2. Bored de Death Angel (3:27)
3. When Worlds Collide de Wrath (5:42)
4. Spark in my Heart de Hurricane (4:56)
5. Power de SGM (4:05)
6. One Nation de Sacred Reich (3:20)
7. Monster Mash de Utter Lunacy (5:31)
8. The Gift of Death de Wasted Youth (8:50)
9. Methods of Madness de Obsession (3:24)
10. Psychotic Killing Machine de MX Machine (3:22)